# Nyrðri-Háganga
Nyrðri-Háganga är ett berg i republiken Island. Det ligger i regionen Suðurland, 180 km öster om huvudstaden Reykjavík. Toppen på Nyrðri-Háganga är 1 267 meter över havet, eller 466 meter över den omgivande terrängen. Bredden vid basen är 5,6 km.
Trakten runt Nyrðri-Háganga är nära nog obefolkad, med mindre än två invånare per kvadratkilometer. Det finns inga samhällen i närheten. Trakten runt Nyrðri-Háganga är permanent täckt av is och snö.